# Dutch house
Dutch house, eller Dirty Dutch, är en subgenre till housemusik.
Dutch House består av ljusa och snabba synthttoner som glider mellan varandra. Bastrumman (kicken) är oftast rik på bas. Resten av trummorna brukar ha en så kallad "tribal feel".
Några av de största Dutch House artisterna är Afrojack, Sidney Samson och DJ Chuckie.